# Tabla Bantina
La Tabla Bantina (en latín, "Tabula Bantina") es una tabla de bronce dividida en dos fragmentos y es una de las principales fuentes extensas del antiguo osco, una lengua itálica extinta relacionada con las actuales lenguas romances. La tabla fue descubierta en 1790 en la colina Monte Montrone, en el territorio de Oppido Lucano (provincia de Potenza), entre los hallazgos de una tumba antigua. Consiste en una hoja de bronce en tres piezas más grandes y dos fragmentos. Una parte de los fragmentos está escrita en osco y la otra parte en latín.

## Descripción
La inscripción encontrada está formada por fragmentos aún incompletos, denominados “fragmento de Nápoles” y “fragmento de Adamesteanu-Torelli”. El fragmento de Nápoles se encontró en 1790 en el monte Montrone, en el municipio de Oppido Lucano y se exhibe en el Museo Arqueológico Nacional de Nápoles. El segundo fragmento fue descubierto en 1967 por Mario Torelli y se conserva en el museo Adamesteanu de Venosa. El lingüista Dinu Adamesteanu identificó que el escrito en osco para el segundo fragmento al menos era en realidad una traducción del texto original en latín hecha por un latinohablante que no dominaba bien el idioma osco.
En un lado de la tabla está inscrito un plebiscito de la ciudad de Bantia, escrito en osco con alfabeto latino y de 33 líneas de largo, tal como se conserva. En el otro lado está escrito el plebiscito en latín. El plebiscito latino de la tabla se reutilizó más tarde como traducción para la inscripción osca. El texto en latín parece haber sido escrito primero, antes de que la tabla fuera volteada y reutilizada para transcribir el escrito en osco. Este último probablemente data de alrededor del 89 a. C. pero se discute si fue escrito antes o después de la guerra Social o guerra de los Aliados.

## Muestra del texto
A continuación se muestran el plebiscito osco y el plebiscito latino de la tabla con su traducción al español:
| Osco | Latín | Español |
| Onomust izic suae mins quaestur moltam angitunur deiuast maimas carneis senateis tanginud osins pon ioc com egmo parascuster. Suae pis pertemust pruterpan deiuatud sipius comenei perum dolom malom siom ioc comono mais egmas touticas amnud pan pieisum brateis auti cadeis amnud inim idic siom dat senateis tanginud maimas carneis pertumum piei ex comono pertemest izic eizeic zicelei comono ni hipid.                                                                           | Oneraverit is si minus quaestor multam proponetur iurabit maximae carnis senatus sententia adsint quando ea cum res consulta. Si quis pertimuerit, priusquam iurato sapiens in comitio sine dolo malo se ea comitia magis rei publicae causa quam cuiuspiam gratias aut cadis causa enim id se de senatus sententia maximae carnis pertimere qui sic comitia pertimet is eo die comitia ne habuerit.                                                                                             | Él exonera si menos el cuestor proponga la multa, juraba la máxima carne del senado, la decisión cuando presenten eso con el asunto consultado. Si quien temiera antes, jura sabiendo en la asamblea sin dolo malo las asambleas más el asunto público como causa cualquiera, será las gracias o la caída de la causa para la decisión del senado a la carne máxima, temiera, que sí la asamblea teme ese día ni habría asambleas. |
| Pis pocapit post exac comono hafiet meddis dat castrid loufir en einatus factud pous toutos deiutuns tanginom deicans siom dat eizas idic tangineis deicum pod valaemom touticom todait ezum nep fafacid pod pis dat eizac egmad mins deuiaid dolud malud. | Quis quandoque post hac comitia habebit magistratus de castro liber in pecunias facito ut totus iurati sententiam dicant se de eas id sententia dicere quod optimum publicum consideret esse nec fecerit quod quis de ea re minus iuret dolo malo. | Quien una vez posterior de estas asambleas tendrá magistrados de castillo libres en dinero, hace igual todo jurado la decisión, se digan de esa decisión, decir que mejor el público considere ser, ni hiciera que quien de ese asunto menos jure dolo malo. |
| Suae pis contrud exeic fefacust auti commono hipust molto etanto estud it suae pis ionc fortis meddis moltaum herest ampert minstreis aeteis eituas moltas moltaum licitud. | Si quis contra hoc fecerit aut comitia habuerit multa tanta esto et si quis eum forte magistratus multare volet dumtaxat minoris partis pecuniae multae multare liceto. | Si quien este en contra hiciera o en la asamblea habría tanta multa a esto y si quien del fuerte magistrado quiere multar, simplemente menores partes del dinero multado, multar lícito. |
| Suae pis pru meddixud altrei castrous auti eituas zicolom deicust izic comono ni hipid ne com op toutad petirupert urust sipius perum dolom malom it trutum zico touto peremust petiropert nep mais pompis com preiuatud actud pruterpan meddicatinom didest it pon posmom com preiuatud urust eisucem ziculud zicolom nesimom comonom ni hipid. | Si quis pro magistratu alteri castri aut pecuniae diem dixerit is comitia ne habuerit nisi cum ob tota quater oraverit sapiens sine dolo malo et tractum diem totus peremerit quater nec magis quinquies cum reo agito priusquam magisterium dabit et quando postremum cum reo oraverit ab eo die dierum proximorum comitia ne habuerit. | Si quien para el magistrado del otro castillo o dinero dijera el día de la asamblea no habría nada con todo debido a cuatro, orara sabiendo sin dolo malo y día tratado, aniquilara todo cuatro ni cinco más con el asunto, actúe antes el magisterio daba y cuando finalmente con el asunto, orara eso día a día, ni habría próximas asambleas. |
| Suae pis contrud exeic fefacust ionc suae pis herest meddis moltaum licitud ampert mistreis aeteis eituas licitud. Pon censtur Bansae toutam censazet pis ceus bantins fust censamur esuf it eituam poizad ligud iusc censtur censaum angetuzet. Auti suae pis censtomen nei cebnust dolud malud it eizeic uincter esuf comenei lamatir praeturus meddixud toutad praesentid perum dolum malom it miricatud allo famelo it eituam siuom paei eizeis fust pae ancensto fust toutico estud. | Si quis contra hoc fecerit eum si quis volet magistratus multare, liceto, dumtaxat minoris partis pecuniae liceto. Quando censor Bansae totam censuerit qui civis bantinus fuerit, censemur ipse et pecuniam qua lege iustae censor censere proposuerit. Aut si quis in censum non venerit dolo malo et in eo vincitur, ipse in comitio tundatur praetoris magistratu tota praesente sine dolo malo et mercato alia familia et pecuniam omnem quae eis fuerit, quae incensa fuerit publica esto. | Si quien este en contra hiciera eso si quien de los magistrados quiere multar lícito, simplemente menores partes del dinero lícito. Cuando el censor de toda Bansa censara que ciudadanos bantinos censar fuera lo mismo y el dinero de la ley justa que el censor propusiera censar. O si quien en el censo no viniera en dolo malo y en eso de vencedor mismo en la asamblea cortada el pretor, el magistrado todo presente sin dolo malo y el resto del mercado de las diversas familias y el dinero total que fuera, que fuera incendiado al público esto. |
| Praetur suae praefacum pod post exac Bansae fust suae pis op eizois com atrud ligud acum herest auti pru medicatud manim aserum eizazunc egmazum pas exaiscen ligis scriftas set ni puhim pruhipid mais zicolois nesimois. | Praetor si praeficere quod post hac Bansae fuerit si quis ob eos cum altero lege agere volet aut pro iudicato manum asserere earum re, quae hisce in legibus scriptae sunt, ne quem prohibuerit magis diebus proximis. | El pretor si a cargo fuera posterior aquí en Bansa, si quien debido a eso con otra ley quiere actuar o para el juzgado de la mano cosechar ese asunto, quien murmure en las leyes escritas, son que ni prohibiera más los próximos días. |
| Suae pis contrud exeic pruhipust molto etanto estud it suae pis ionc meddis moltaum herest licitud ampert minstreis aeteis eituas moltas moltaum licitud. Praetur censtur Bansae ni pis fuid nei suae quaestur fust nep censtur fuid nei suae praetur fust it suae pis praetur it suae pis quaestur nerim uirom fust izic post eizuc fuid. | Si quis contra hoc prohibuerit, multa tanta esto et si quis eum magistratus multare volet, liceto, dumtaxat minoris partis pecuniae multae multare liceto. Praetor censor Bansae ne quis fuit, non quaestor fuerit, nec censor fuit, non si praetor fuerit et si quis praetor et si quis quaestor neve virum fuerit is post ea fuit. | Si quien esta en contra, prohibiera tanto la multa, esto y quien de los magistrados quiere multar lícito, simplemente menores partes del dinero multado, multar lícito. El pretor y censor de Bansa ni quien fuera, no fue cuestor, ni censor fue, si no fuera pretor y si quien pretor y si quien cuestor, ningún varón fue él, lo posterior a eso fue. |
| Suae pis contrud exeic fust estud izic amprufid facum estud idic medicim eizuc medicim acunom nesimom pod medicim. | Si quis contra hoc fuerit esto is improbe facere esto, id magistratum eo magistratum annorum proximorum quod magistratum. | Si quien contra esto fuera, él esta ímprobo de hacer esto, el magistrado, ese magistrado de los próximos años, que el magistrado. |
| Pruterpan medicatinom lehest dolom malom dolud malud sudana inim. Suae pis fortis ionc meddis moltaum herest moltas moltaum licitud. | Priusquam magisterium leget dolum malum dolo malo consilium enim. Si quis forte eum magistratus multare volet multae multare liceto. | Antes el magisterio lea el dolo malo, el dolo malo del consejo. Si quien del fuerte magistrado quiere multar la multa, multar lícito. |
| Pis arageteis maistram carnom aceneis usurom nummom eh exac ligud allam hipust, pantes censas fust acenei poizeipid spentud quaestur inim eisiuss deiu nail holans deuatud aceneis perum dolom malom. | Quis argenti maiorem carnem anni usurum nummum ex hac lege aliam habuerit quantis census fuerit anno quoque sponso quaestor enim iidem iuro nihil halant iurato anni sine dolo malo. | Quien de la plata, la mayor carne del año, uso de monedas desde esta ley lo demás habrá en cuanto el censo fuera del año prometido también el cuestor por igual jura, nada respiran el jurado del año sin dolo malo. |